# Клістрон

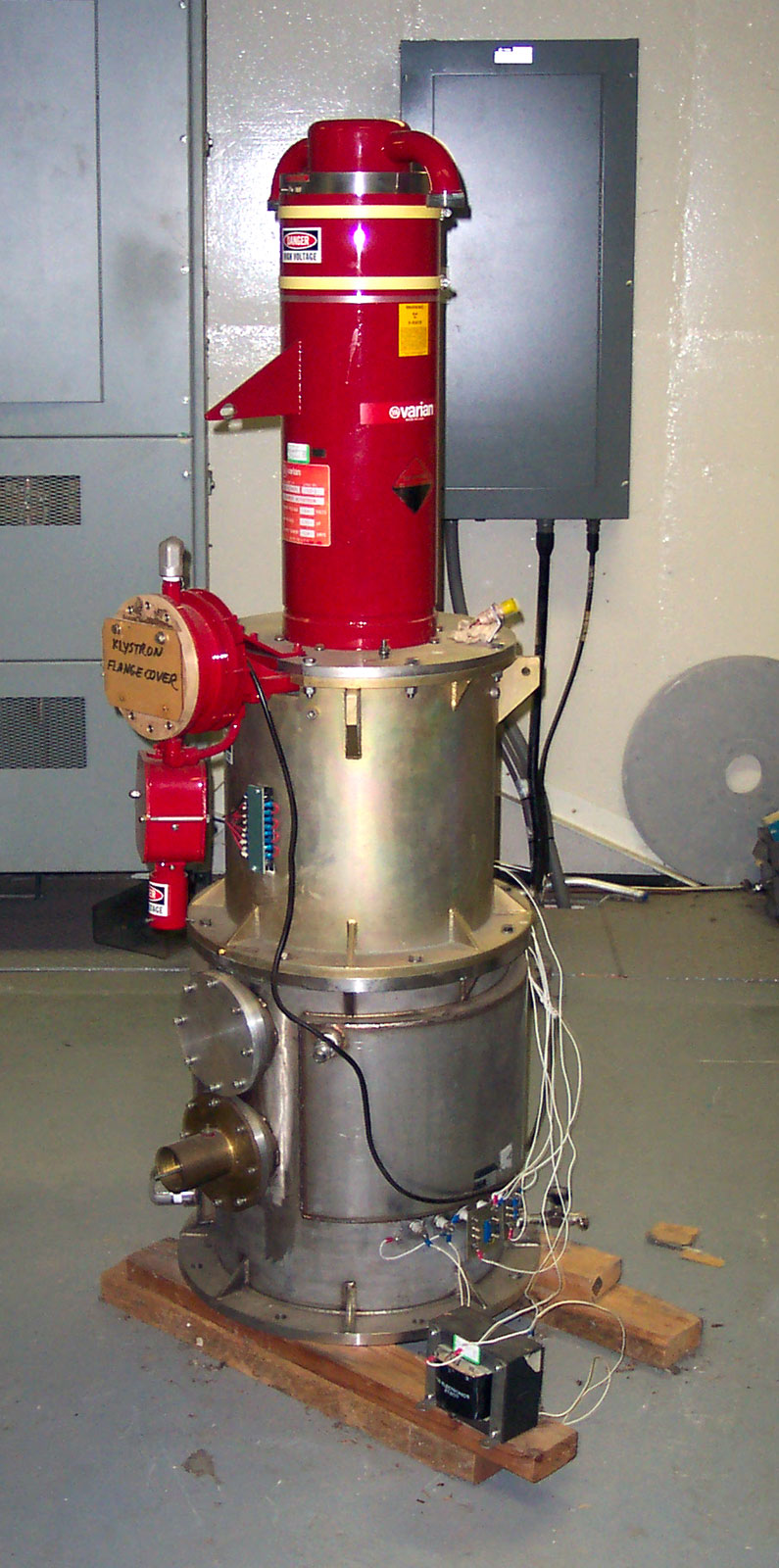
Потужний клістрон комунікаційного комплексу далекого космічного зв'язку в Канберрі.

Клістрон — електровакуумна лампа, яку використовують для підсилення високочастотного радіосигналу, в ній енергія від модульованого пучка електронів передається електромагнітному полю резонатора. Клістрони використовують у комунікаційних приймачах та передавачах та радіолокаційних пристроях, а також у прискорювачах заряджених частинок.

## Історія
Клістрон був винайдений братами Расселом і Сігурдом Варіанами зі Стенфордського університету. Їхній прототип був завершений і успішно показаний 30 серпня 1937 року. Одразу після оприлюднення 1939 року, новина про винайдення клістрона мала вплив на роботу дослідників у США і Великій Британії, котрі працювали над радіолокаційним обладнанням.
Відбивний клістрон був розроблений у 1940 році М. Д. Девятковим, Є. Н. Данільцевим, І. В. Піскуновим і незалежно від них В. Ф. Коваленко[джерело?].

## Класифікація
Клістрони поділяються на 2 типи: пролітні та відбивні.
У пролітному клістроні електрони послідовно пролітають крізь щілини об'ємних резонаторів. У найпростішому випадку резонаторів 2: вхідний і вихідний. Подальшим розвитком  пролітних клістронів є каскадні багаторезонаторні клістрони, які мають один або декілька проміжних резонаторів, розміщених між вхідним і вихідним резонаторами.
У відбивному клістроні використовується один резонатор, крізь який електронний потік проходить двічі, відбиваючись від спеціального електроду — відбивача[джерело?].

## Принцип дії
У клістроні електронний пучок рухається від катода до анода, між якими прикладена постійна напруга, при цьому електрони пролітають повз два резонатори: вхідний та вихідний. Коливання електромагнітного поля в першому з резонаторів модулює пучок, змушуючи електрони в ньому групуватися у згустки, оскільки поле сповільнює електрони, що рухаються швидше, й розганяє електрони, які рухаються повільніше. У проміжку між вхідним та вихідним резонаторами електрони пришвидшуються, а у вихідному резонаторі віддають набрану енергію коливанням електромагнітного поля, набагато потужнішим за коливання у вхідному резонаторі. У вихідному резонаторі вмонтована петля для виводу електромагнітної хвилі у коаксіальний кабель або хвилевід.

## Виробництво

### Україна
ДП «Завод „Генератор“» у 2016 році на авіасалоні «Авіасвіт-XXI» представило клістрони для С-300, що начебто лагодяться та навіть частково удосконалюються підприємством без російських складових.
2020 року відбулось нашуміле у ЗМІ вилучення слідчими ДБР у бригадах ППО під Києвом та біля Криму клістронів — основних складників систем наведення на ціль зенітних ракетних комплексів, що поставило під загрозу національну безпеку країни. ДБР розслідувало ввезення з-за кордону клістронів, які не виробляються в Україні, та не могли постачатися відкрито, оскільки вироблені в Російській Федерації. Повідомлялося, що після розголосу — всі прилади повернули військовим. Приватно, за даними центру «Миротворець», було повернуто лише кілька приладів для створення інформаційного приводу, тож через це причетних до цієї справи суддів та слідчих ДБР було внесено до «списку Миротворця».

У заяві командування ПСУ тоді ішлося: 
У той час коли на кордоні з Україною ворог розгортає величезне угруповання військ у межах масштабного військового навчання «Кавказ-2020», де навіть неприховано розігрується сценарій повномасштабного наступу на Україну, державні інституції дозволяють собі подібні речі.
В березні 2021 року пресслужба концерну «Укроборонпром» повідомила, що завод «Генератор» став першим та єдиним в Україні підприємством, котре освоїло поглиблене відновлення надвисокочастотних приладів КИУ-43 для зенітних ракетних систем С-300ПТ/ПС.
25 березня 2021 року Служба Безпеки України оприлюднила додаткові докази щодо нібито незаконного постачання військових товарів з РФ, зокрема, йшлося про постачання клістронів для потреб оборонних підприємств України. Серед підозрюваних був названий і Семен Семенченко.
10 червня 2022 року, уже під час повномасштабної збройної агресії з боку росії, пресслужба ОГПУ повідомила, що суд передав (повернув) оборонному підприємству високотехнологічні прилади, які не виготовляються в Україні та є однією з основних складових зенітно-ракетних комплексів — клістрони. За словами ОГПУ ці клістрони були вилучені у ході досудового розслідування кримінального провадження в осіб, які незаконно ввезли їх на терени України та планували продати оборонним підприємствам за завищеною вартістю. Їх, нібито 2021 року, було викрадено з однієї із російських військових частин, а їхня вартість складала сотні тисяч доларів США.